# (3909) Gladys
(3909) Gladys es un asteroide perteneciente al cinturón de asteroides, descubierto el 15 de mayo de 1988 por Kenneth Zeigler desde la Estación Anderson Mesa (condado de Coconino, cerca de Flagstaff, Arizona, Estados Unidos).

## Designación y nombre
Designado provisionalmente como 1988 JD1. Fue nombrado Gladys en homenaje a “Gladys Marie Zeigler” madre del descubridor.